# Rafael Struick
Rafael Struick (27 maart 2003) is een Indonesisch-Nederlands voetballer die doorgaans als aanvaller speelt.

## Carrière
Rafael Struick speelde in de jeugd van Forum Sport, RKAVV en ADO Den Haag. Hij debuteerde in het eerste elftal van ADO op 6 mei 2022, in de met 3-0 verloren uitwedstrijd tegen FC Emmen. Hij kwam na de rust in het veld voor Fabian Shahaj. In de terugwedstrijd van de halve finale van de play-offs tegen FC Eindhoven mocht hij invallen. In juni 2022 tekende hij zijn eerste contract bij ADO.
In september 2024 tekende Struick bij Brisbane Roar.  Op 19 oktober 2024 maakte Struick zijn debuut voor de club tegen Auckland FC. 
In de volgende wedstrijd op 1 november 2024 scoorde Struick zijn eerste doelpunt, in een 2-3 thuisnederlaag tegen Sydney FC. 

### Statistieken
| Seizoen                    | Club           | Land           | Competitie     | Competitie | Competitie | Beker | Beker | Overig | Overig | Totaal | Totaal |
| Seizoen                    | Club           | Land           | Competitie     | Wed.       | Dlp.       | Wed.  | Dlp.  | Wed.   | Dlp.   | Wed.   | Dlp.   |
| -------------------------- | -------------- | -------------- | -------------- | ---------- | ---------- | ----- | ----- | ------ | ------ | ------ | ------ |
| 2021/22                    | ADO Den Haag   | Nederland      | Eerste divisie | 1          | 0          | 0     | 0     | 1      | 0      | 2      | 0      |
| Carrièretotaal             | Carrièretotaal | Carrièretotaal | Carrièretotaal | 1          | 0          | 0     | 0     | 1      | 0      | 2      | 0      |
| Bijgewerkt op 10 juli 2022 |                |                |                |            |            |       |       |        |        |        |        |

## Persoonlijk leven
Struick is geboren in Nederland en heeft Indonesische afkomst via zijn beide ouders. Zijn vader is een Nederlander van Indonesische afkomst, terwijl zijn moeder Hindoestaans en Javaans bloed had. 
Op 22 mei 2023 heeft Struick officieel het Indonesische staatsburgerschap verkregen.

## Interlandcarriere
Op 14 juni 2023 maakte Struick zijn debuut voor het indonesisch voetbalelftal tegen Palestina, deze wedstrijd werd met 0-0 gelijkgespeeld. 